# 茂在寅男
茂在 寅男（もざい とらお、1914年2月10日 - 2013年5月31日）は、日本の工学博士（航海計器学）、作家、水中考古学（海洋考古学）研究者。
茨城県筑波郡筑波町大字北条（現・つくば市北条）出身、千葉県市川市に在住していた。勲三等旭日中綬章、東京商船大学（現・東京海洋大学）名誉教授、英国王立航海研究所名誉会員、日本水中考古学会副会長。ペンネームは、油棚憲一（あぶらだな けんいち）、茂在公望（もざい こうぼう）、鬼怒川公望（きぬがわ こうぼう）、他。

## 略歴
日本で初めてヨットを製作する。土浦中学校（現・茨城県立土浦第一高等学校）、東京高等商船学校（現・東京海洋大学）航海科卒業後、日本郵船を経て、鳥羽商船学校、東京高等商船学校（東京商船大学を含む）、横浜国立大学、東京大学、東海大学で教鞭をとりながら、先端研究分野である船舶のオートパイロットを視野にいれた航海計器の近代航海術の技術開発研究を行う。『解説レーダ』、『レーダの理論と実際』（共著）、『解説デッカ』の一連の技術書を記し電波航法技術の発展に貢献した。
また、もう一つの顔として、鬼怒川公望や油棚憲一などのペンネームで、文筆活動も行っており雑誌「平凡」に連載した「海の若人」は、中村錦之助・美空ひばり主演「青春航路 海の若人」として映画化された。
東京商船大学を退官後、日本で未開拓であった水中考古学（海洋考古学）に自ら技術開発をおこなったカラーソナー水中探査技術を援用することで、長崎県北松浦郡鷹島町（現・長崎県松浦市鷹島）で元寇の遺物の発見、南米チチカカ湖においてプレ・インカの遺物の発見に貢献し世界的な評価を得た。また、先端航海術のみならず古代航海術へも関心を広げており、著書『古代日本の航海術』などを記している。平城遷都1300年記念事業や角川文化振興財団主催「遣唐使船再現プロジェクト」などの遣唐使船の復原は茂在の設計図を元に製作された。2013年5月31日、永眠。

## 年譜
- 1914年（大正3年）：父・丁卯作、母・みの、の四男として茨城県筑波郡筑波町大字北条に生まれる。
- 1934年（昭和9年）：自作ヨット「筑波号」で筑波・鬼怒川から東京湾まで帆走し、朝日新聞に紹介される。
- 1938年（昭和13年）：官立東京高等商船学校航海科卒業、日本郵船株式会社甲種2等航海士として入社。大日本帝国海軍予備少尉、重巡洋艦「摩耶」高角砲指揮官。
- 1940年（昭和15年）：日本郵船退社、官立鳥羽商船学校（現・鳥羽商船高等専門学校）講師。
- 1943年（昭和18年）：官立鳥羽商船学校教諭。
- 1945年（昭和20年）：官立鳥羽商船学校教諭退官、官立東京高等商船学校(現・東京海洋大学）航海科教授。
- 1949年（昭和24年）：東京商船大学（旧・東京高等商船学校）航海計器担当助教授。
- 1953年（昭和28年）：東京大学工学部電子工学科研究生（柳井久義研究室）。
- 1957年（昭和32年）：日本原子力船研究委員会航海計器部長として研究発表会議で船舶航行自動化の着想を提案。
- 1958年（昭和33年）：横浜国立大学造船工学科講師。東京商船大学海勢学航海計器助教授。
- 1960年（昭和35年）：自動船位指示器（特許No.213298）を発明。横浜国立大学造船工学科講師退官。
- 1961年（昭和36年）：文部省在外研究員として英米独伊へ1年間派遣される。
- 1962年（昭和37年）：「航海術上より見た舶用レーダの映像に関する研究」により東京大学から工学博士の学位。東京商船大学教授。
- 1963年（昭和38年）：東京大学農学部水産科航海・運用学講師。
- 1969年（昭和44年）：日英エレクトロニクス国際会議セッション議長。文部省学術審議会専門委員。
- 1971年（昭和46年）：文部省高等専門学校教諭選考専門委員。国際航海協会連合（IAIN）ローマ会議日本代表。
- 1972年（昭和47年）：IOC/UNESCO国際海洋資源開発委員会（ECOR）日本代表。
- 1974年（昭和49年）：航行船舶の急ブレーキ装置（特許No.771636）を発明。航行船舶急速回頭装置（特許No.771637）を発明。東京大学農学部講師退官。
- 1976年（昭和51年）：国際海事衛星開発国際会議（後の国際海事衛星機構（INMARSAT）で使用する衛星開発の為の国際会議）日本代表。国際航海協会連合（IAIN）役員任命委員。
- 1977年（昭和52年）：東京商船大学航海計器学教授退官。東海大学海洋学部教授。東京商船大学名誉教授。電波航法研究会（JANA）第五代会長。航行船舶無線システムに対する大型橋梁の電波障害対策委員会委員長。
- 1980年（昭和55年）：文部省による「古文化財に関する保存科学と人文・自然科学」のうち「水中考古学に関する基礎的研究」の科研費特定研究にて、長崎県北松浦郡鷹島町（現・長崎県松浦市鷹島）で海底遺跡（鷹島海底遺跡）調査に従事。
- 1981年（昭和56年）：カラーソナー（海底下の状況をカラー表示）を株式会社光電製作所と共同開発。
- 1982年（昭和57年）：「水中考古学に関する基礎的研究」終了、元寇の遺物174点発見、引き上げ。英国王立航海研究所名誉会員。英国政府の招待でハーバード大学、スミソニアン研究所などの研究機関で約3ヶ月にわたり講演活動。
- 1984年（昭和59年）：文部省による「水中遺構・遺物の探査並びに保存に関する研究」の科研費特定研究。日本水中考古学会設立、初代副会長就任。
- 1988年（昭和63年）：南米チチカカ湖湖底調査、プレ・インカの遺物を発見。
- 1989年（平成元年）：東海大学海洋学部教授退職。財団法人サンタ・マリア号協会専務理事。
- 1990年（平成2年）：勲三等旭日中綬章受章。
- 1991年（平成3年）：ドミニカ共和国サントドミンゴ市名誉市民。
- 1997年（平成9年）：米国アンデス探検家財団（The Andean Explorers Foundation & Ocean Sailing Club）名誉会員。
- 2013年（平成25年）：死去。正四位。

## 主な作品

### 主な著書

#### 単著
- 『解説「レーダー」』天然社、1952年。
- 『音響測深儀―附・魚群探知機』海文堂、1953年。
- 『航海計器研究ノート〈第1集〉』舟艇協会出版部、1955年。
- 『航海計器受験提要』海文堂、1960年。
- 茂在公望『ぶらり世界旅行』毎日新聞社、1965年。
- 『航海術―海に挑む人間の歴史』中公新書、1967年。
- 『解説「デッカ」』成山堂書店、1969年。
- 『古代日本の航海術』小学館〈小学館創造選書〈25〉〉、1979年。
- 『日本語大漂流—航海術が解明した古事記の謎』光文社、1981年。
- 油棚憲一『鉄砲喜久一代―浅草六区を興した男』国際情報社、1983年。
- 『歴史を運んだ船 神話・伝説の実証』東海大学出版会、1984年。
- 『超航海・英雄伝説の謎を追う―縄文人から義経まで』三交社、1995年。
- 『“海の寅さん”人生航海記』東京新聞出版局、2004年。

#### 共著・編著・共編著
- 落合徳臣、共著『レーダの理論と実際』海文堂、1959年。
- 小林実、共著『コンパスとジャイロの理論と実際』海文堂出版、1971年。
- 田代三善、共著『船と航海』ポプラ社、1972年。
- 日本放送協会『人間は何をつくってきたか〈3〉船』日本放送出版協会〈交通博物館の世界〉、1980年。
- Attilio Cucari、共著『帆船―精密な復原図で帆船141隻を網羅、詳説』小学館〈万有ガイド・シリーズ (11)〉、1981年。
- ナショナル ジオグラフィック（1982年11月号）
- 田中健夫・西嶋定生・石井正敏、共著『遣唐使研究と史料』東海大学出版会、1987年。

### 作詞
- 東京商船大学歌（2003年に東京海洋大学に統合されるまで同校の校歌であった。）

## 登場作品

### 書籍
- Carol V. Ruppe, Janet F. Barstad (2002). International Handbook of Underwater Archaeology. The Springer Series in Underwater Archaeology. Springer
- James Delgado, Clive Cussler (2004). Adventures of a Sea Hunter: In Search of Famous Shipwrecks. Douglas & McIntyre
- James P. Delgado (2009). Khubilai Khan's LOST FLEET: In Search of a Legendary Armada. University of California Press

## 家族・親族
妻：敏子（東京府立第一髙等女學校卒）
義兄（妻の兄）：杉浦慎自（医師、市立清水病院元院長、慶應義塾大学医学部卒）
長女：三重子（お茶の水女子大学理学部卒）
同夫：古川義之（医師）
二女：清美（慶應義塾大学経済学部卒）
同夫：吉岡博之（医師、東京慈恵会医科大学卒、大伯父は山梨県内における地方病 (日本住血吸虫症)の撲滅に尽力した吉岡順作）
長男：秀晴（慶應義塾大学工学部卒）
同妻：豊子（成蹊大学文学部卒）
三女：紀子（学習院大学文学部卒）
同夫：多氣昌生（東京都立大学名誉教授、東京大学工学部卒、同大学院博士課程修了）